# 羅拔·活·莊臣三世
羅拔·活·莊臣三世（英語：Robert Wood Johnson III，1920年9月9日—1970年12月22日）是一名美國商人。他是羅拔·活·莊臣一世之孫。（強生公司聯合創始人）

## 早期生活
莊臣出生於新澤西州的紐賓士域。他的父親是強生公司總裁兼董事長羅羅拔·活·莊臣二世，他的母親是伊麗莎白·迪克森·羅斯·莊臣。作為獨生子，他的父母於1928年離婚，他的父親又結了婚了兩次，第一次是在1930年，第二次是在1944年。在他父親的第二次婚姻中，他有一個同父異母的妹妹希拉·莊臣。
他的祖父是羅拔·活·莊臣一世，他是創建強生公司的三兄弟之一。他的姑姑伊萬傑琳·莊臣嫁給了作曲家利奧波德·斯托科夫斯基（1937年他們離婚後，他與格洛麗亞·范德比爾特結婚）和他的叔叔尊·史華德·莊臣一世創立了海港分部海洋研究所。他的外祖父是米勒德·菲爾莫爾·羅斯。
他畢業於紐約州達奇斯縣的米爾布魯克學校，並就讀於紐約州克林頓的咸美頓學院和肯塔基州列星頓的肯塔基大學。

## 事業
莊臣於1941年正式開始為強生公司工作，但因在英國、法國和德國的第一和第十四裝甲師服役四年而中斷。1954年，他被任命為董事會執行委員會成員，並於1955年成為營銷執行副總裁。1960年，任執行副總裁兼總經理。他於1961年成為總裁，並於1963年擔任執行委員會副主席。1965年他的父親解雇了他，他的總裁任期結束。由菲臘·B·荷夫曼繼任總裁，這是自1887年以來首位領導公司的非約翰遜家族成員。
在他的總裁任期結束後，他在門洛帕克建立了一家化妝品公司Johnson Industries，但因病未能發展該業務。莊臣還在羅拔·活·莊臣基金會的董事會擔任了十年的總裁和副總裁。

## 個人生活
1943年，約翰遜與明尼蘇達州聖保羅市卡爾·C·沃爾德博士的女兒貝蒂·禾特結婚。他們共有五個孩子，包括：
- 羅拔·活·莊臣四世（Robert Wood "Woody" Johnson IV，1947年4月12日－），他於2000年以6.35億美元購買了紐約噴射機，並在當奴·特朗普的領導下擔任美國駐英國大使。[11]
- 基思·禾特·莊臣（英語：Keith Wold Johnson，1948年－1975年），在羅德岱堡死於可卡因過量。[12]
- 伊麗莎白·「利貝特」·羅斯·莊臣（英語：Elizabeth "Libet" Ross Johnson，约1951年－2017年）[13]，死於阿茲海默症。[14]
- 比利·莊臣（英語：Billy Johnson，1952年－1975年），在他兄弟去世幾週後，他在洛杉磯的一次摩托車事故中喪生。[15]
- 基斯杜化·禾特·莊臣（英语：Christopher Johnson (American football executive)）（1959年8月7日－），在活地成為駐英國大使後，他成為紐約噴射機的行政總裁。[16][15]

## 外部連結
- . Johnson & Johnson Our Story.   [2021-12-01]. （原始内容存档于2022-02-12）.